# Parafia św. Jerzego w Goczałkowicach Zdroju
Parafia św. Jerzego w Goczałkowicach-Zdroju – rzymskokatolicka parafia w Goczałkowicach-Zdroju, w dekanacie pszczyńskim. Została reerygowana w 1798 roku.
W listopadzie 1598 wizytacji kościelnej (pierwszej po soborze trydenckim) dekanatu pszczyńskiego dokonał archidiakon krakowski Krzysztof Kazimirski na zlecenie biskupa Jerzego Radziwiłła. Według sporządzonego sprawozdania kościół w Villa Goczałkowice znajdował się w rękach protestanckich.
Kościół ten charakteryzował się niewielkimi rozmiarami. Konstrukcja była zrębowa o prostokątnej nawie. Prezbiterium było węższe i prostokątne.
Kościół spłonął 8 października 1908 roku. Dopiero w 1910 roku na jego miejscu zbudowano murowaną świątynie.